# Обортів
О́бортів —  село в Україні, у Шептицькому районі Львівської області. Населення становить 27 осіб.